# Bogdan Szczygieł (polityk)
Bogdan Marek Szczygieł (ur. 5 listopada 1956 w Chorzowie) – polski technolog, poseł na Sejm X kadencji.

## Życiorys
Z zawodu technolog żywienia zbiorowego, w 1974 ukończył Technikum Gastronomiczne. Pracował jako kucharz w  PSS Społem w Chorzowie, a następnie jako kierownik spółdzielczego zakładu gastronomicznego. W 1989 uzyskał mandat posła na Sejm kontraktowy. Został wybrany w okręgu chorzowskim z puli Polskiej Zjednoczonej Partii Robotniczej. Pod koniec kadencji należał do Parlamentarnego Klubu Lewicy Demokratycznej. Był członkiem dwóch Komisji Handlu i Usług oraz Komisji Mniejszości Narodowych i Etnicznych. Nie ubiegał się o reelekcję w 1991 i nie angażował w działalność polityczną w III RP.
Odznaczony Brązowym Krzyżem Zasługi (1986).